# Кройт
Кройт (нім. Kreuth) — громада в Німеччині, знаходиться на півдні землі Баварія, на кордоні з Австрією. Підпорядковується адміністративному округу Верхня Баварія. Входить до складу району Місбах.
Площа — 122,26 км2. Населення становить 3570 ос. (станом на 31 грудня 2020).